# Chartreuse de Bereza

L'église de la chartreuse au tout début du XIXe siècle.

La chartreuse de la Sainte-Croix de Bereza  est un ancien monastère de l'ordre des Chartreux, fondé en 1648 et aujourd'hui en ruines. C'est la seule chartreuse à avoir été construite dans le grand-duché de Lituanie. Elle se trouve aujourd'hui dans le territoire de l'actuelle Biélorussie.

## Histoire

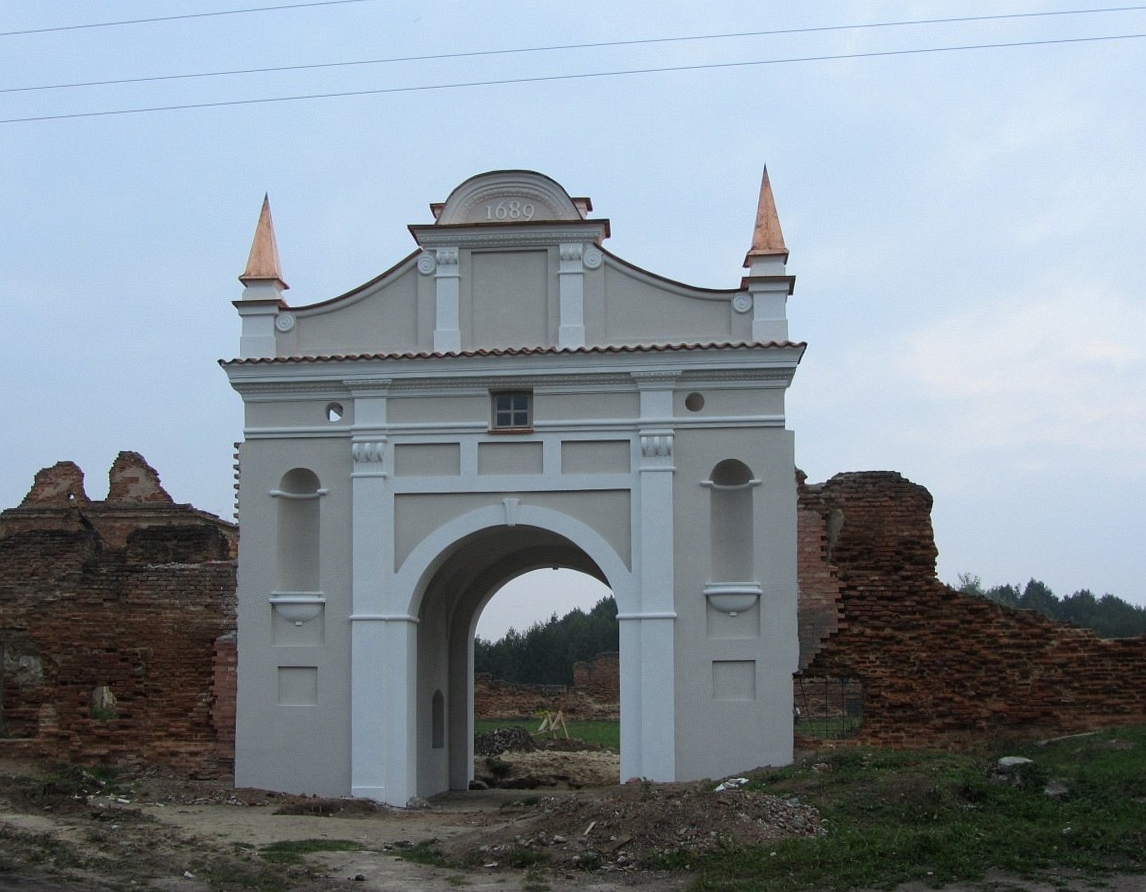
Le portail de la chartreuse restauré.

Le village de Bereza (aujourd'hui Biaroza ; Бяро́за) est référencé en 1477 comme localité du powiet de Slonim et en 1521 comme localité du powiat de Kobryń du grand-duché de Lituanie. En 1629, c'est un village formé; il appartient depuis la fin du XVe siècle à la puissante famille des Sapieha. La région est en proie au début du XVIIe siècle à une poussée du calvinisme. En 1648, avec la permission de l'évêque André Hiembinski, le chancelier du grand-duché de Lituanie, Casimir Léon Sapieha (pl), fait venir des moines chartreux de la chartreuse Paradisum Mariae (près de Gdańsk) sous la houlette du prieur Philippe Kuhlmann et ils s'établissent dans les abords du village de Bereza. Ils y font construire un monastère fortifié abrité de hauts remparts comme le veut la règle, afin de préserver la vie semi-érémitique des chartreux. La première pierre est posée par Léon Sapieha en présence du nonce apostolique Jan de Torres. Le chancelier donne un grand domaine agricole et forestier avec huit cents foyers de paysans.
Le fils du fondateur, le prince Casimir Sapieha, poursuit la volonté de son père. En 1653, la diète de Varsovie confirme l'achat en faveur du monastère par Casimir Sapieha des villages de Mileika, Zamostianka et la hameau de Boussaj dans le  powiet de Slonim. Parmi les bienfaiteurs d'importance, l'on peut distinguer en 1655 (après les ravages de la guerre contre les Suédois) le stolnik de Wielkomierz, Niemcewicz (qui donne le folwark  de Lewoszky), ou encore en 1687, Mgr Brzostowski, évêque de Wilno. Les abords de la chartreuse donnent naissance à la seconde partie du village (Bereza Kartuska), devenu ville aujourd'hui. La chartreuse fait commerce de miel et de pain, monopolise le sel et le vin et lève des impôts sur certains villages. 
L'architecte est un Italien dont le nom ne nous est pas parvenu. Certains historiens estiment qu'il s'agit de Giovanni Battista Gisleni. Le monastère de style baroque est terminé en 1689.
La chartreuse est consacrée à la Sainte Croix fêtée le 14 septembre et le 3 mai.
Les troupes de Charles XII de Suède assiègent le monastère et lui font subir de sérieux dommages en avril 1706 et recommencent en 1708. Il est donc vandalisé à plusieurs reprises pendant la grande guerre du Nord (1700-1721) et la population du bourg s'enfuit. Après le partage de la Pologne et l'attribution de cette partie à l'Empire russe, les vocations se raréfient. Il n'y a plus que six moines de chœur dans les années 1820 sans compter les frères convers. Après l'insurrection polonaise de 1830, la chartreuse est supprimée par les autorités impériales sous prétexte de collusion polonaise. Les chartreux doivent se disperser, le monastère devient une caserne et l'église, une simple église paroissiale en 1832. Le bourg de Bereza Kartuska est renommé en Biaroza Kazionnaya. En 1863, les remparts sont abattus, ainsi que certaines anciennes infrastructures pour réaménager la caserne. En 1866, une grande partie de la chartreuse est à l'état de ruines, les briques ayant servi à construire de nouveaux baraquements. L'église est fermée. Après la Première Guerre mondiale, cette partie du territoire appartient à la nouvelle République de Pologne qui fait de l'ancienne chartreuse une prison. L'église est restaurée. Après la Seconde Guerre mondiale et l'intégration de cette partie du territoire dans la République socialiste soviétique de Biélorussie, les bâtiments tombent définitivement en ruines.
En 2014-2015, le portail de l'ancienne chartreuse (qui apparaît sur le blason de la ville) est rénové. Des projets sont formés pour restaurer l'ancienne église[réf. nécessaire].

## Illustrations

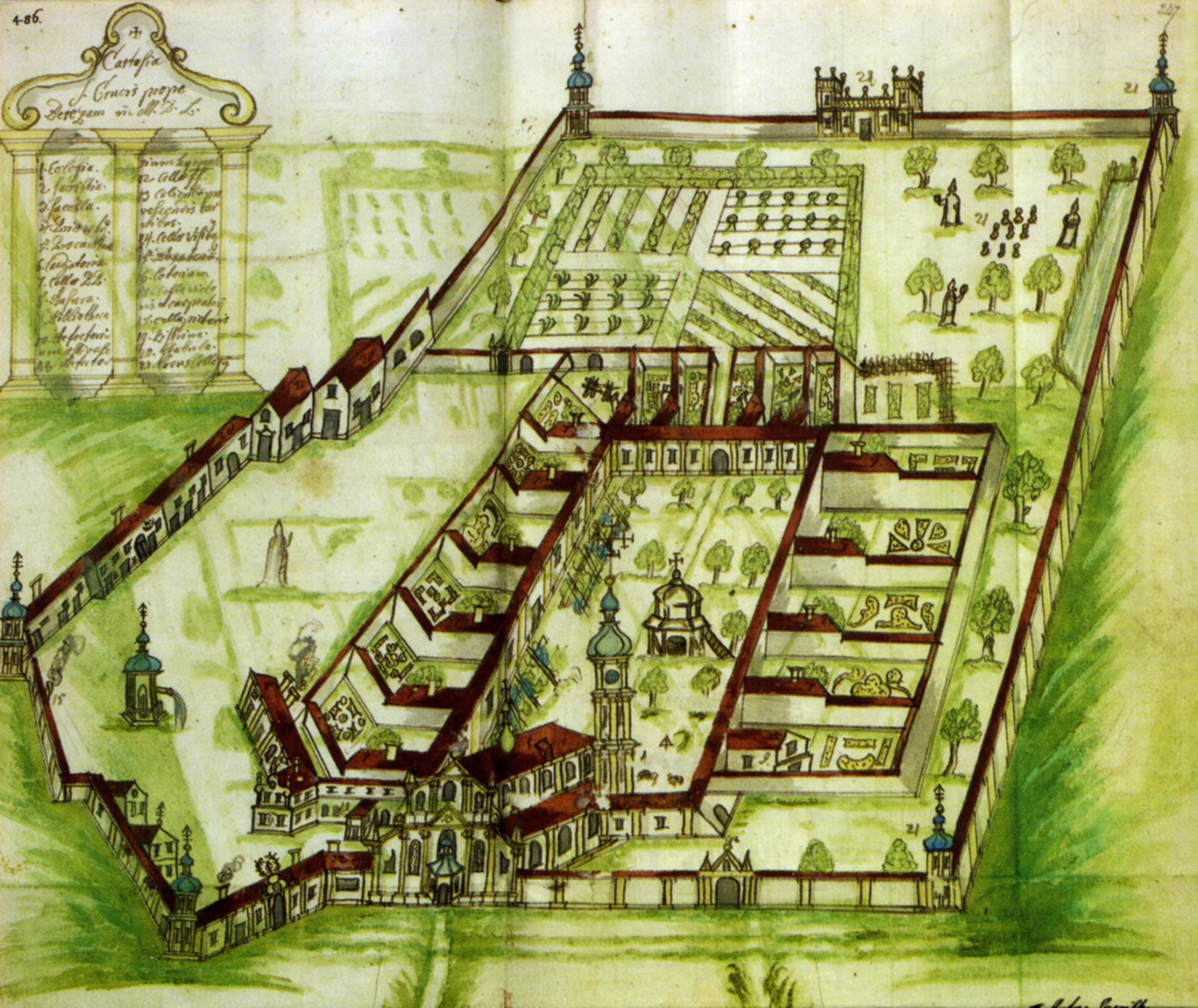
La chartreuse en 1743
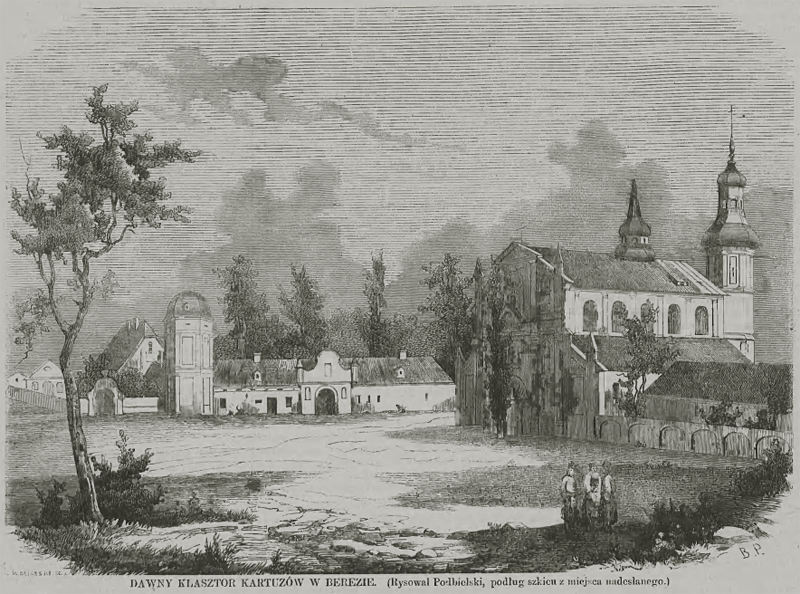
Restes de la chartreuse en 1861
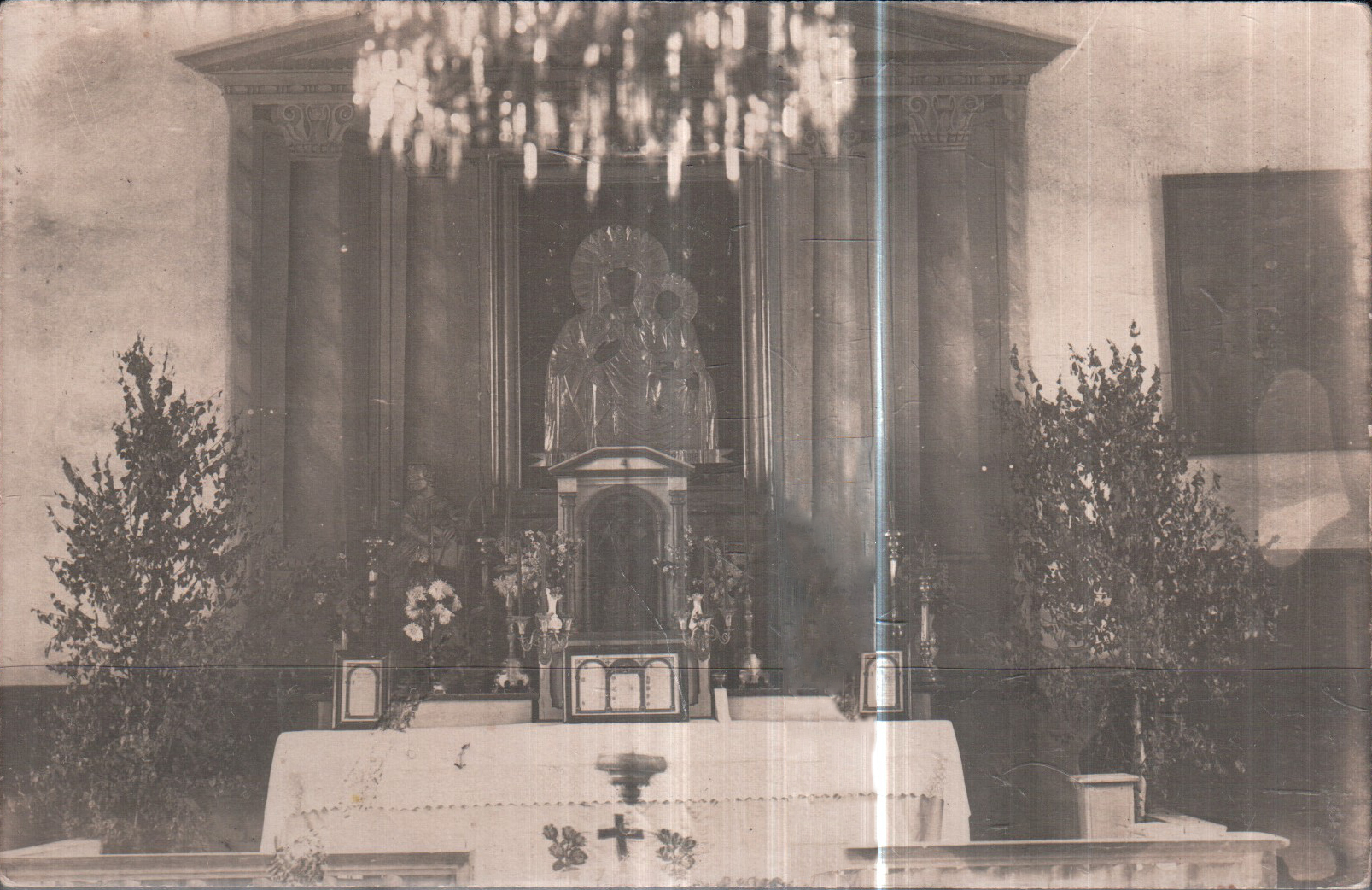
Intérieur de l'église en 1925
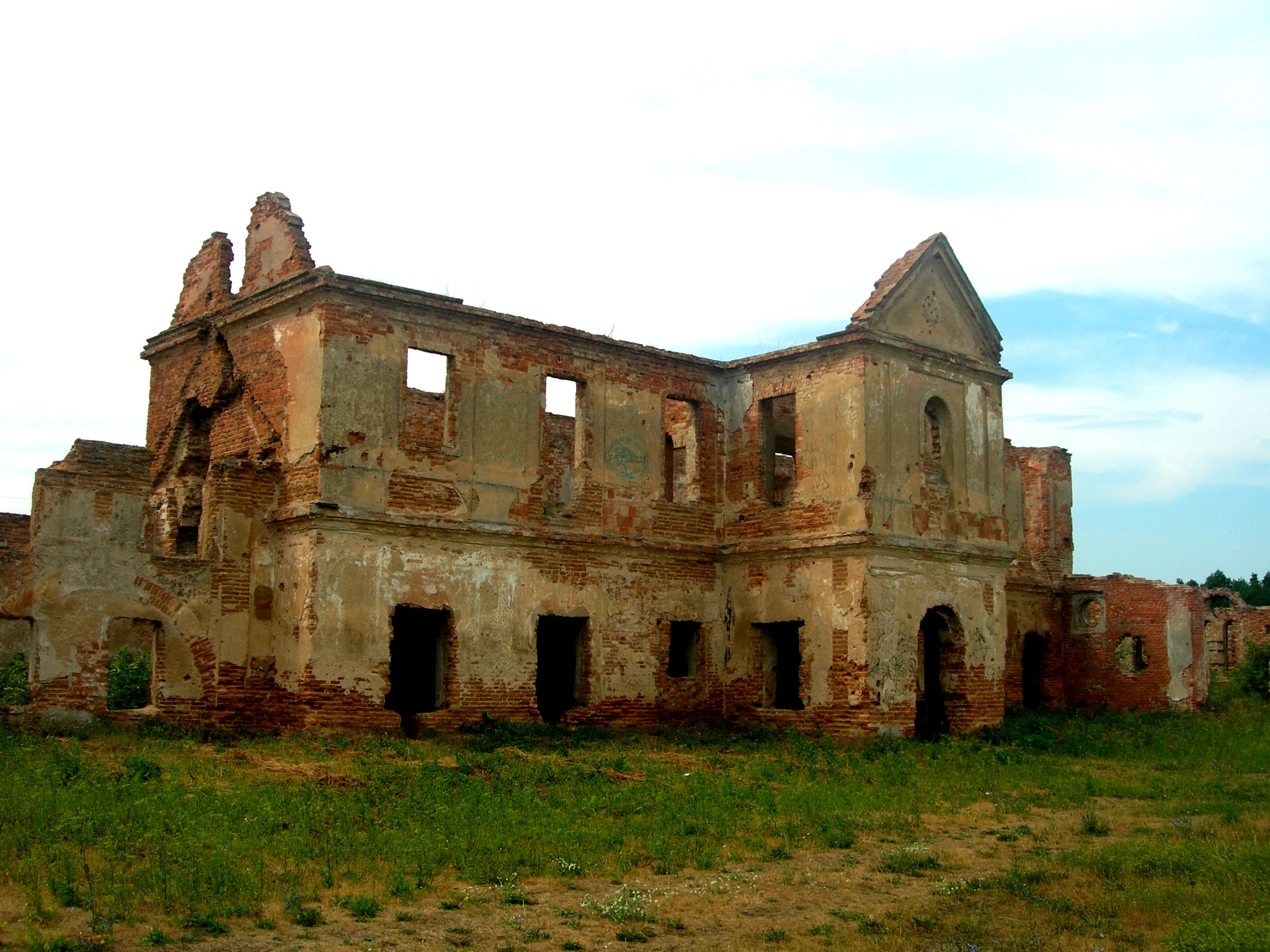
L'ancienne infirmerie de la chartreuse aujourd'hui
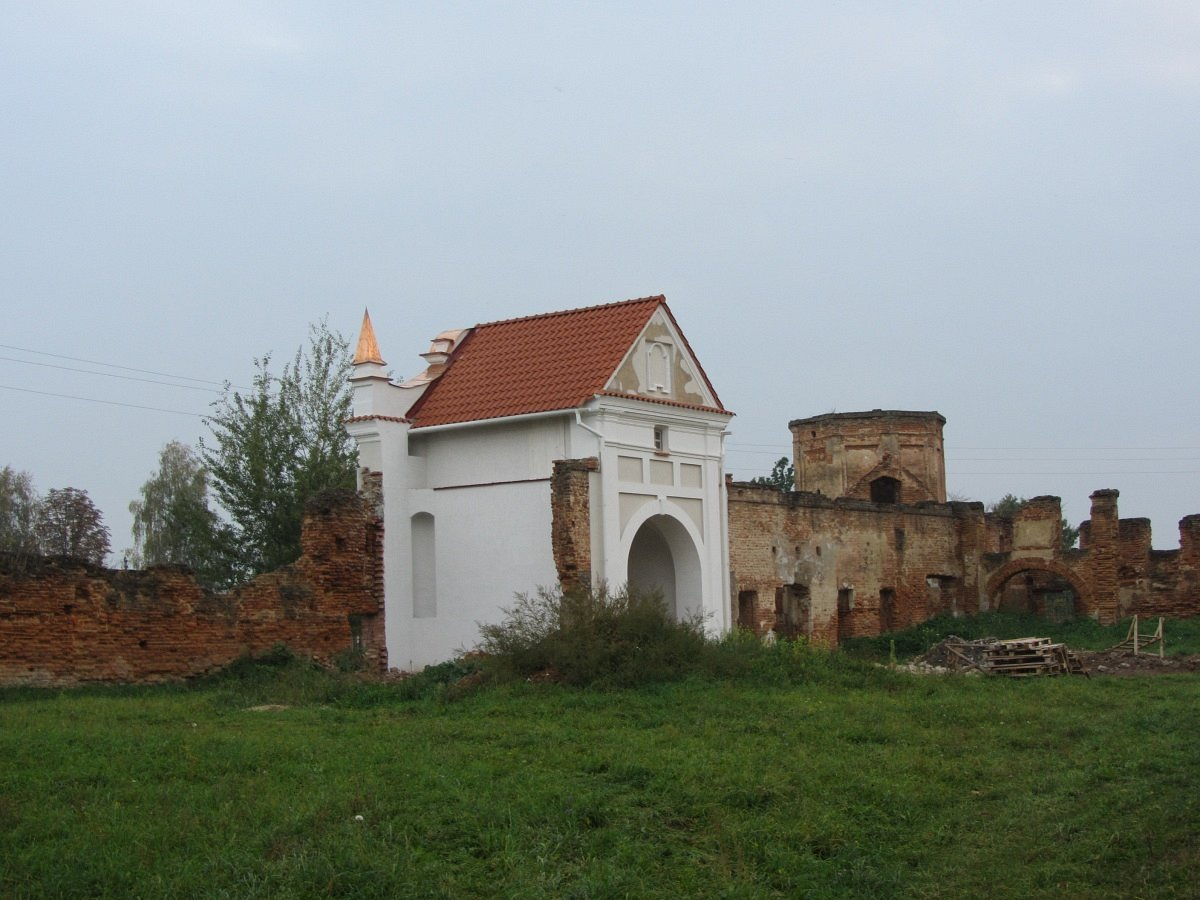
Portail de l'ancienne chartreuse en 2014

## Architecture
Le complexe architectural est composé du monastère lui-même, de l'église de la Sainte-Croix et de la chapelle Saint-Bruno. L'architecte (Gisleni selon certains) a construit un monastère baroque entouré de remparts avec des tours, entre 1648 et 1689. Un grand cloître rectangulaire desservait les cellules des moines (maisonnettes individuelles avec un jardinet). Le monastère comprenait aussi un réfectoire, une bibliothèque, une infirmerie, une pharmacie et une hôtellerie pour les « étrangers » (familiers). 
L'église consacrée en 1666 est de plan basilical à trois nefs et des absides à trois niveaux. Un haut clocher à huit niveaux flanquait la façade donnant sur le grand cloître. Il était coiffé de coupoles en forme de bulbes.